# Diez de Hollywood

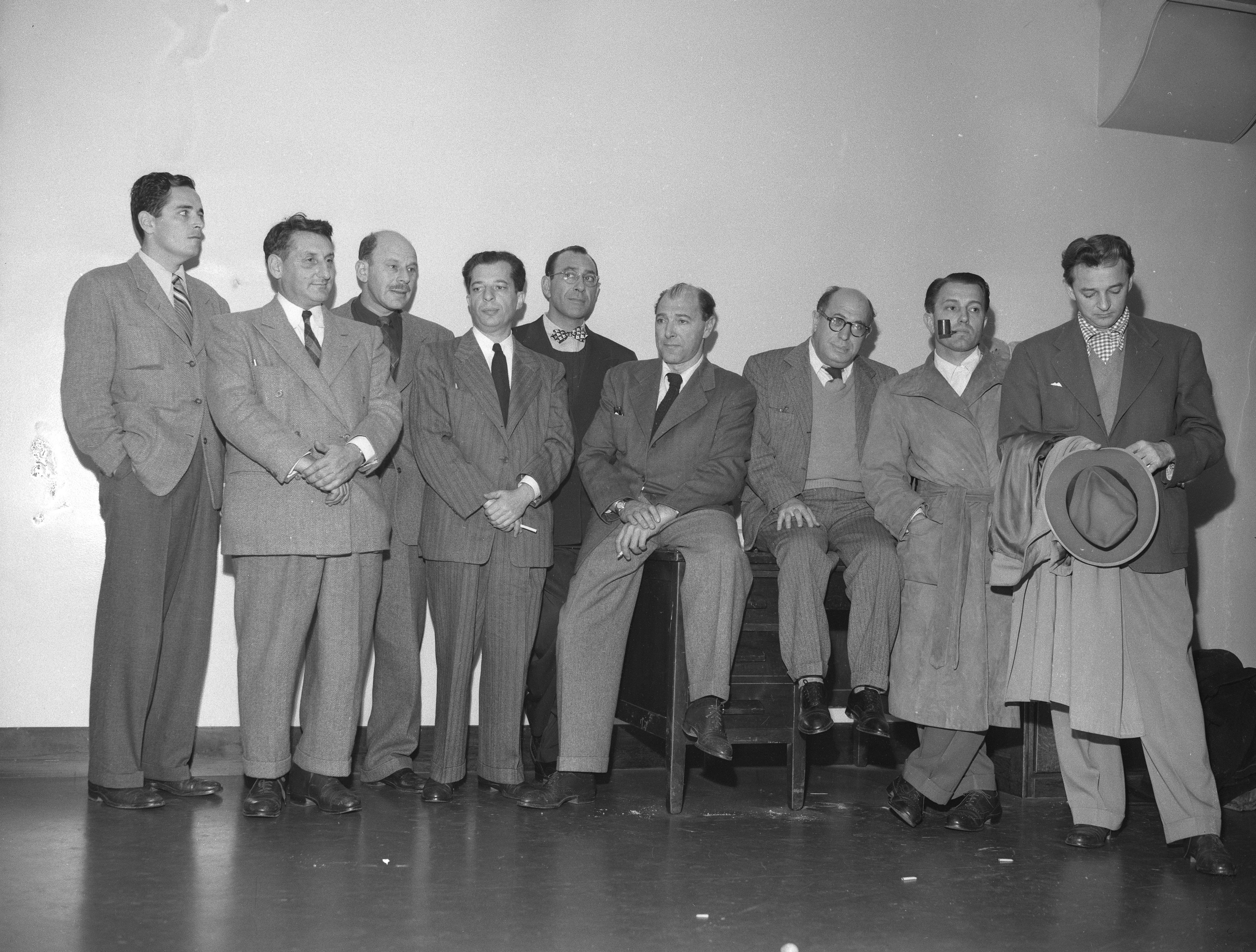
Nueve de los Diez de Hollywood. De derecha a izquierda, Adrian Scott, Edward Dmytryk, Samuel Ornitz, Lester Cole, Herbert Biberman, Albert Maltz, Alvah Bessie, John Howard Lawson y Ring Lardner Jr.

Los Diez de Hollywood (en inglés, Hollywood ten) fue el nombre que la prensa utilizó para designar a un grupo de personas relacionadas con la industria cinematográfica estadounidense, y que fueron incluidos en la lista negra de Hollywood durante el Macarthismo, acusados de obstrucción a las labores del Congreso de los Estados Unidos por negarse a declarar ante el Comité de Actividades Antiestadounidenses de John Parnell Thomas, destinado a "investigar" una supuesta infiltración comunista en las filas de Hollywood.
Pese a ser una medida impopular en los propios Estados Unidos, la caza de brujas que tuvo como máximo exponente a Joseph McCarthy, obtuvo el apoyo de los principales estudios, que firmaron la conocida Declaración Waldorf en la que, como consecuencia de su negativa a declarar y su intento de atacar a la comisión como anticonstitucional, los señalados eran encarcelados y despedidos de sus empleos indefinidamente hasta que declarasen y demostrasen no ser comunistas, además de vetar y obstaculizar su actividad cinematográfica.

## Lista negra
Los "Diez de Hollywood", componentes de la primera lista negra de la historia del cine, eran:
- Alvah Bessie, guionista
- Herbert Biberman, guionista y director
- Lester Cole, guionista
- Edward Dmytryk, director
- Ring Lardner Jr., guionista
- John Howard Lawson, guionista
- Albert Maltz, guionista
- Samuel Ornitz, guionista
- Adrian Scott, productor y guionista
- Dalton Trumbo, novelista, guionista y director

## Adaptación cinematográfica
El director galés Karl Francis llevó a la gran pantalla en 2000 la historia de estos cineastas, a través de la figura de Herbert Biberman -encarnado por Jeff Goldblum-, en Punto de mira.